# خطاف مائل

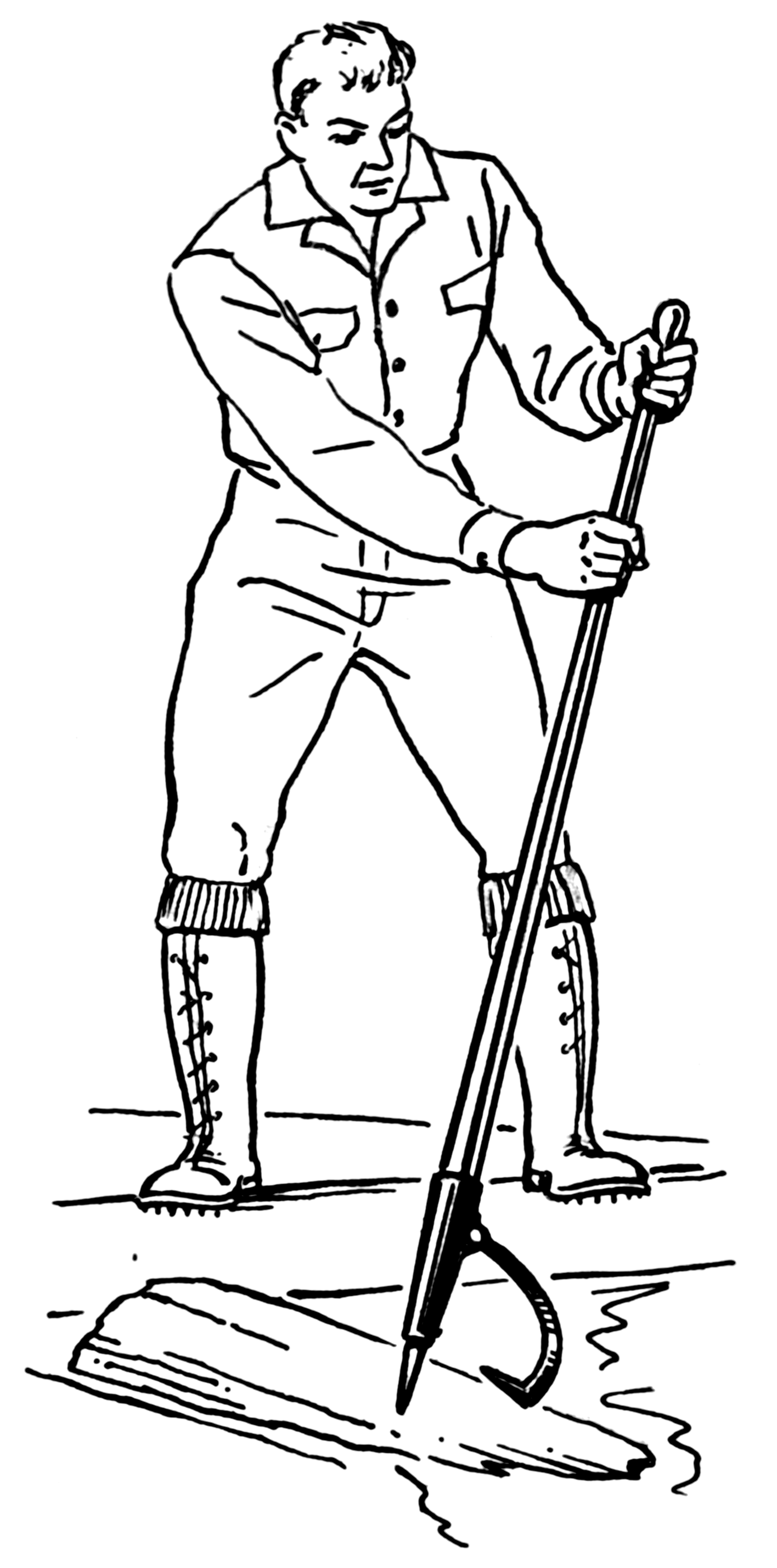

الخُطَّاف المائل هو أداة تقليدية لقطع الأشجار، تتكون من مقبض ذراع خشبي ذو خطاف معدني متحرك في أحد طرفيه ويستخدم للتعامل مع وتوجيه الأخشاب والكتل خاصة في مناشر الخشب.